# Kaibab (Arizona)
Kaibab es un lugar designado por el censo ubicado en los condados de Mohave y Coconino en el estado estadounidense de Arizona. En el Censo de 2010 tenía una población de 124 habitantes y una densidad poblacional de 7,41 personas por km².

## Geografía
Kaibab se encuentra ubicado en las coordenadas 36°52′52″N 112°43′29″O / 36.88111, -112.72472. Según la Oficina del Censo de los Estados Unidos, Kaibab tiene una superficie total de 16.73 km², de la cual 16.71 km² corresponden a tierra firme y (0.12%) 0.02 km² es agua.

## Demografía
Según el censo de 2010, había 124 personas residiendo en Kaibab. La densidad de población era de 7,41 hab./km². De los 124 habitantes, Kaibab estaba compuesto por el 8.06% blancos, el 2.42% eran afroamericanos, el 83.06% eran amerindios, el 0% eran asiáticos, el 0% eran isleños del Pacífico, el 2.42% eran de otras razas y el 4.03% pertenecían a dos o más razas. Del total de la población el 6.45% eran hispanos o latinos de cualquier raza.